# Yuanmousaurus jingyiensis
Yuanmousaurus jingyiensis ("ještěr z Yuanmou") byl sauropodní dinosaurus z čeledi Mamenchisauridae, který žil v období střední jury (asi před 165 miliony let) na území dnešní Číny.

## Popis
Tento středně velký sauropod byl popsán na základě nekompletního fosilního materiálu a jeho délka byla odhadnuta na 15 až 20 metrů a hmotnost na 12 tun (patřil tedy mezi středně velké sauropody).

## Historie a zařazení
Typovým druhem rodu Yuanmousaurus je Y. jingyiensis, formálně popsaný paleontologem Lu Junchangem a jeho kolegy v roce 2006. Jde zřejmě o rod blízce příbuzný rodu Euhelopus nebo snad spíše rodům Mamenchisaurus a Tienshanosaurus. Stejným dinosaurem by ve skutečnosti mohl být o dva roky později popsaný mamenchisaurid rodu Eomamenchisaurus.